# Сентиментальный роман
«Сентиментальный роман» — советский полнометражный цветной художественный фильм, поставленный на Киностудия «Ленфильм» в 1976 году режиссёром Игорем Масленниковым по мотивам одноимённого романа Веры Пановой. 
Фильм отмечен Специальным призом жюри Берлинского кинофестиваля (1976).
Съёмки фильма велись преимущественно в Симферополе, в старом городе и в его пригородах (симферопольское водохранилище).

## Сюжет
Тысяча девятьсот двадцатые годы. Шура Севастьянов — начинающий газетчик в маленькой газетке, с двумя классами церковно-приходской школы. Следуя духу строительства коммунизма — ярый борец с мещанством в любом его проявлении. Он отрицает любовь, считая, что любви не существует, есть дружба и половое влечение мужчины к женщине.

Шура общается с двумя подругами, которых прозвали Зоя большая и Зоя маленькая. Зою маленькую, которая влюблена в Шуру, он учит идеям коммунизма. Красавицу Зою большую он презирает за мещанство, за её любовь к красивым вещам, за эгоизм.

Неожиданно Шура влюбляется в Зою большую, предлагает ей жить вместе. Она соглашается, уходит из своей мелкобуржуазной семьи, где её пытались заставить выйти за неприятного ей человека. Идиллия разрушается, когда Зоя устраивается работать в кафе, которое находится через дорогу от их дома. Шура вначале возмущается поступком Зои, но потом решает, что так будет лучше.

В кафе Шура встречается с кладовщиком, который пытается предупредить Севастьянова об опасности, которая таится в кафе для Зои. Шуру это настораживает, и когда главный редактор газеты предлагает ему поехать в Маргаритовку и собрать там материал, Шура отказывается и предлагает вместо себя Андрея Кушлю. Андрей — родом из Маргаритовки, его старший брат — председатель колхоза здесь. Он с радостью соглашается.

Но кулаки, которые захватили власть в деревне, убивают Андрея. Шура едет на его похороны в Маргаритовку, а когда возвращается — узнаёт, что Зоя бросила его и сбежала с кладовщиком кафе, который, к тому же, прихватил немало денег из кассы.

К Шуре приходит брат Зои и сообщает ему, что Зоя арестована из-за кладовщика, который оказался бандитом. Шура идёт к Илье Городницкому, прокурору, который ведёт это дело. Городницкий — старший брат Сёмки, закадычного друга Шуры. Городницкий быстро освобождает Зою, но она не возвращается к Севастьянову: прокурор, который явно очарован красотой Зои, предлагает ей жить в его семье.

Шура решает найти Зою маленькую. Он узнаёт от пионерки её отряда, что она уехала, но скоро вернётся. Он идёт на вокзал встретить Зою и становится свидетелем отъезда Городницкого, его жены и Зои большой.

## В ролях
- Елена Проклова — Зоя большая
- Елена Коренева — Зоя маленькая
- Николай Денисов — Шура Севастьянов
- Станислав Любшин — Андрей Кушля
- Сергей Мигицко — Сёмка Городницкий
- Людмила Гурченко — Мария Петриченко
- Людмила Дмитриева — Ксаня
- Наталья Назарова — Лиза, жена Андрея Кухли
- Валентина Титова — Марианна, жена Ильи
- Владимир Басов — отец Городницких
- Иван Бортник — кладовщик кафе
- Михаил Боярский — Акопян, редактор газеты
- Николай Вальяно — директор кафе
- Борис Галкин — Степан
- Николай Караченцов — брат Зои большой
- Олег Янковский — Илья Городницкий, брат Сёмки